# شيرو تيشيما
ماسارو يوشياما، لاعب كرة قدم ياباني، من مواليد 26 فبراير 1907 بمدينة طوكيو، وتوفي في 6 نوفمبر 1982. لعب ماسارو يوشياما في صفوف منتخب اليابان لكرة القدم مباراتين سجل خلالها هدفين.

## روابط خارجية
- شيرو تيشيما على موقع ناشيونال فوتبول تيمز (الإنجليزية)